# Slovianka (Crimea)
|  | Per a altres significats, vegeu «Slavianka». |

Slovianka (en (ucraïnès): Слов'янка, en rus: Славянка, Slavianka) és un poble de la República Autònoma de Crimea, a Ucraïna, que el 2014 tenia 110 habitants. Pertany al districte rural de Djankoi. Fins al 1948 la vila es deia Djambuldú-Vakuf.